# 12시에 만납시다 (광주)
문애란의 12시에 만납시다(이하 열만)는 대한민국의 방송국 광주CBS의 라디오 채널 광주CBS 음악FM에서 매일 낮 12시부터 오후 2시까지 방송되고 있는 가요전문 라디오 프로그램이다. 주로 '해피 송 무드 송', '비트믹스 댄스믹스', '뮤직라떼', '추억의 골든 팝' 등 다채로운 음악 코너까지 함께 들려주며, 월요일부터 금요일까지는 생방송, 토요일과 일요일은 녹음방송이다.

## DJ
- 문애란 DJ (3대/2023년 8월 1일 ~ 현재)

## 역대 DJ
- 디스크 자키 문형식 (1대/2020년 1월 6일 ~ 2022년 1월 2일)
- 정정섭 아나운서 (2대/2022년 1월 3일 ~ 2023년 7월 31일)

## 경쟁 프로그램
- 세상의 모든 정보 (평일, KBS 광주 제1라디오)
- 정관용의 시사본부 (주말, KBS 광주 제1라디오)
- 이은지의 가요광장 (KBS 광주 제2라디오 해피FM)
- 생생 클래식 (KBS 광주 음악FM)
- 손태진의 트로트 라디오 (광주MBC 표준FM)
- 정오의 희망곡 박혜림입니다 (평일, 광주MBC FM4U)
- 정오의 희망곡 김신영입니다 (주말, 광주MBC FM4U)
- 12시엔 주현영 (kbc 마이 FM)
- 김효진, 양상국의 12시에 만나요 (평일, TBN 광주교통방송)
- 오원화의 펀펀 트롯 (주말, TBN 광주교통방송)

## 같이 보기
- 광주CBS

| 광주CBS 음악FM      |                          |                     |
| 이전                | 문애란의 12시에 만납시다 | 다음                |
| 최강희의 영화음악   | 문애란의 12시에 만납시다 | 한동준의 FM POPS    |
| 오전 11시 ~ 낮 12시 | 낮 12시 ~ 오후 2시       | 오후 2시 ~ 오후 4시 |
|                     |                          |                     |